# Letteratura ge'ez

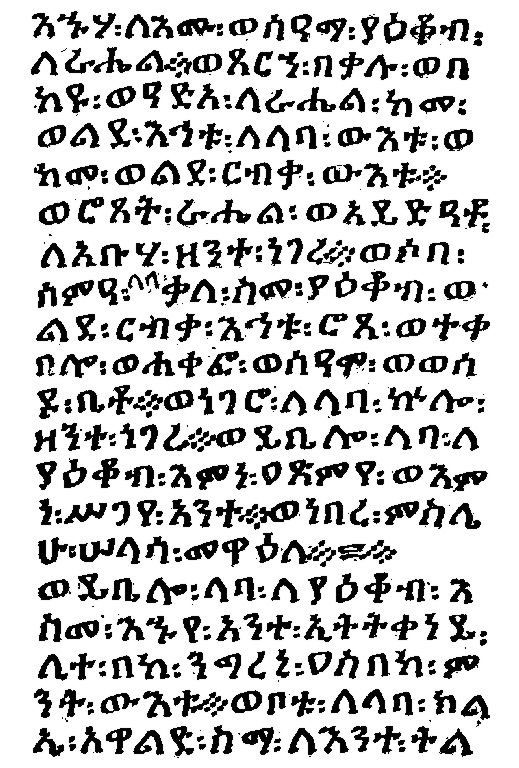
Genesi 29.11-16 in Ge'ez.

La letteratura ge'ez è la letteratura scritta nella lingua etiopica classica, detta Ge'ez. Lingua letteraria del Regno di Axum, e in seguito della corte imperiale etiope, è tuttora la lingua liturgica delle Chiese "ortodosse" etiope ed eritrea, delle Chiese cattoliche etiope ed eritrea, e dalla comunità Beta Israel (i cosiddetti Falascia), cioè gli etiopi ed eritrei di religione ebraica. Essa svolge in Etiopia ed Eritrea un'influenza culturale simile a quella del latino in Europa.
La maggioranza degli studiosi pensa che il Ge'ez non sia il comune antenato delle lingue semitiche dell'Etiopia moderne, nemmeno di quelle del Nord alle quali è affine; ma che fin dai tempi antichi fosse diventato una lingua separata, derivata da una progenitrice ipotetica. Il Ge'ez sarebbe quindi una lingua non "madre" ma "sorella" delle lingue etiopiche settentrionali come il tigrè, il dahlik ed il tigrino.
Viene scritta con un proprio alfabeto, l'alfabeto ge'ez. A differenza degli alfabeti di altre lingue semitiche più note è di tipo alfasillabario (o abugida) anziché abjad (o consonantico), ed è scritto da sinistra verso destra.

## Storia

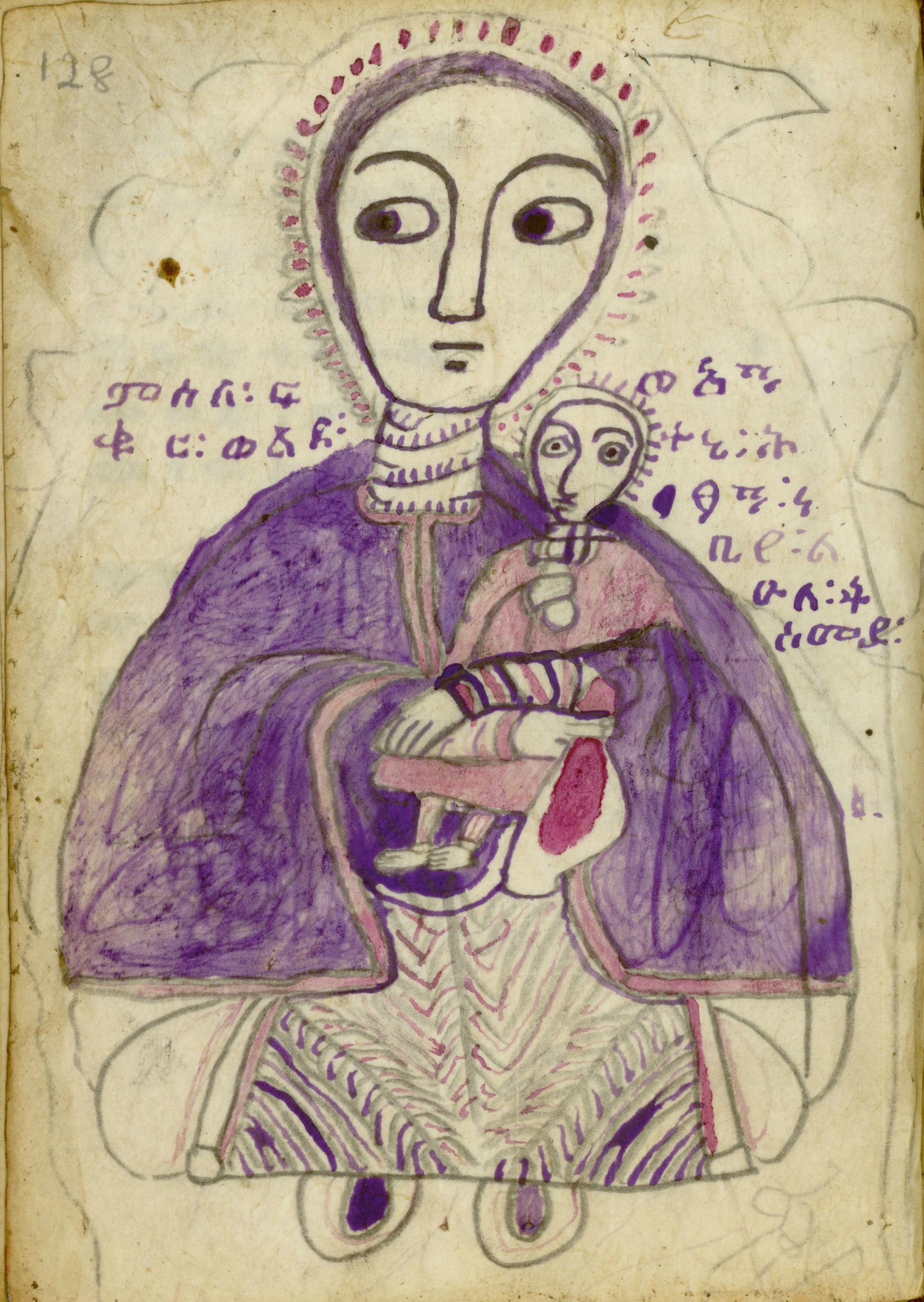
Disegno della Vergine Maria "con il suo amato figlio", da una copia manoscritta in Ge'ez dello Weddasé Maryam, ca. 1875.

### Introduzione
Nonostante si dica comunemente che la letteratura ge'ez sia dominata dalla Bibbia, inclusi i libri deuterocanonici di numero superiore a quelli delle altre Chiese cristiane, in realtà esistono molti altri testi originali di epoca medievale e della prima età moderna. La maggior parte delle sue opere più importanti coincide con la letteratura della Chiesa ortodossa Etiope, che comprende liturgia cristiana (messali, preghiere, inni), vite di Santi, e letteratura patristica. Per esempio dal XIV al XIX secolo furono scritti circa 200 testi relativi a Santi indigeni etiopi. Questo orientamento religioso della letteratura ge'ez fu il risultato dell'educazione tradizionale, affidata a preti e monaci. 
 notò Richard Pankhurst che così descrisse l'educazione tradizionale:
Ma occorre precisare che anche le opere di storia e cronografia, legge ecclesiastica e civile, filologia, medicina e lettere erano scritte in Ge'ez.
La collezione etiopica della British Library di Londra comprende circa 800 manoscritti dal XV al XX secolo, tra i quali vanno segnalati i rotoli magici e divinatori, ed i manoscritti miniati del XVI e del XVII secolo. Cominciò con una donazione di 74 codici dalla Società missionaria della Chiesa d'Inghilterra negli anni '30 e '40 dell'800, e notevolmente estesa da 349      codici rubati dai Britannici a Magdala, capitale dell'Imperatore Tewodros II, durante la spedizione del 1868 in Abissinia.    
Il Metropolitan Museum of Art di New York possiede almeno due manoscritti miniati in Ge'ez.

### Le origini

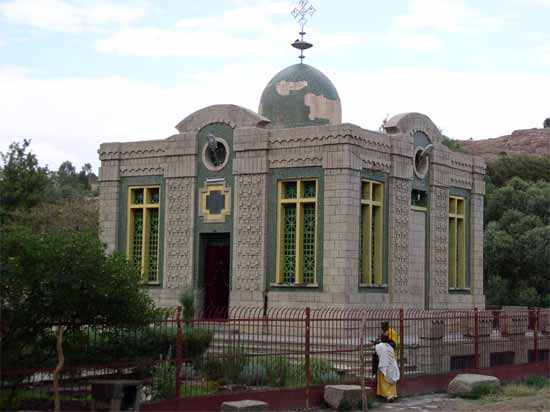
Chiesa dell'Arca dell'Alleanza ad Axum.

La lingua Ge'ez viene classificata come lingua semitica meridionale. Si evolse da un precedente antenato Proto-Ethio-Semitico usato per scrivere le iscrizioni regali del Regno di D'mt in sudarabico epigrafico. La lingua ge'ez non viene più vista universalmente, come prima si riteneva, un derivato del sabeo o antico sudarabico; e abbiamo una conferma linguistica, anche se non scritta, della presenza di lingue semitiche in Etiopia all'incirca dal 2000 aC. La scrittura Ge'ez in seguito rimpiazzò, nel Regno di Aksum, la scrittura sudarabica epigrafica. Quest'ultima scrittura fu ancora usata per alcune iscrizioni fino all'VIII secolo aC, mentre non risulta più nessuna presenza della lingua sudarabica dopo il Regno di D'mt. Le prime iscrizioni in Ge'ez ed in alfabeto Ge'ez sono state datate al V secolo aC, in una sorta di lingua proto-Ge'ez scritta in alfabeto Sudarabico Epigrafico dal IX secolo aC. La vera e propria letteratura Ge'ez comincia con la cristianizzazione dell'Etiopia, e la Civiltà di Axum, nel IV secolo dC, durante il regno di Ezana di Axum.

### Dal V al VII secolo
Il più antico esempio conosciuto di scrittura in antico Ge'ez si trova nell'obelisco di Hawulti a Matara (Eritrea), in Eritrea.
Il più antico manoscritto in Ge'ez sopravvissuto risulta il Vangelo di Abba Garima del V o VI secolo.

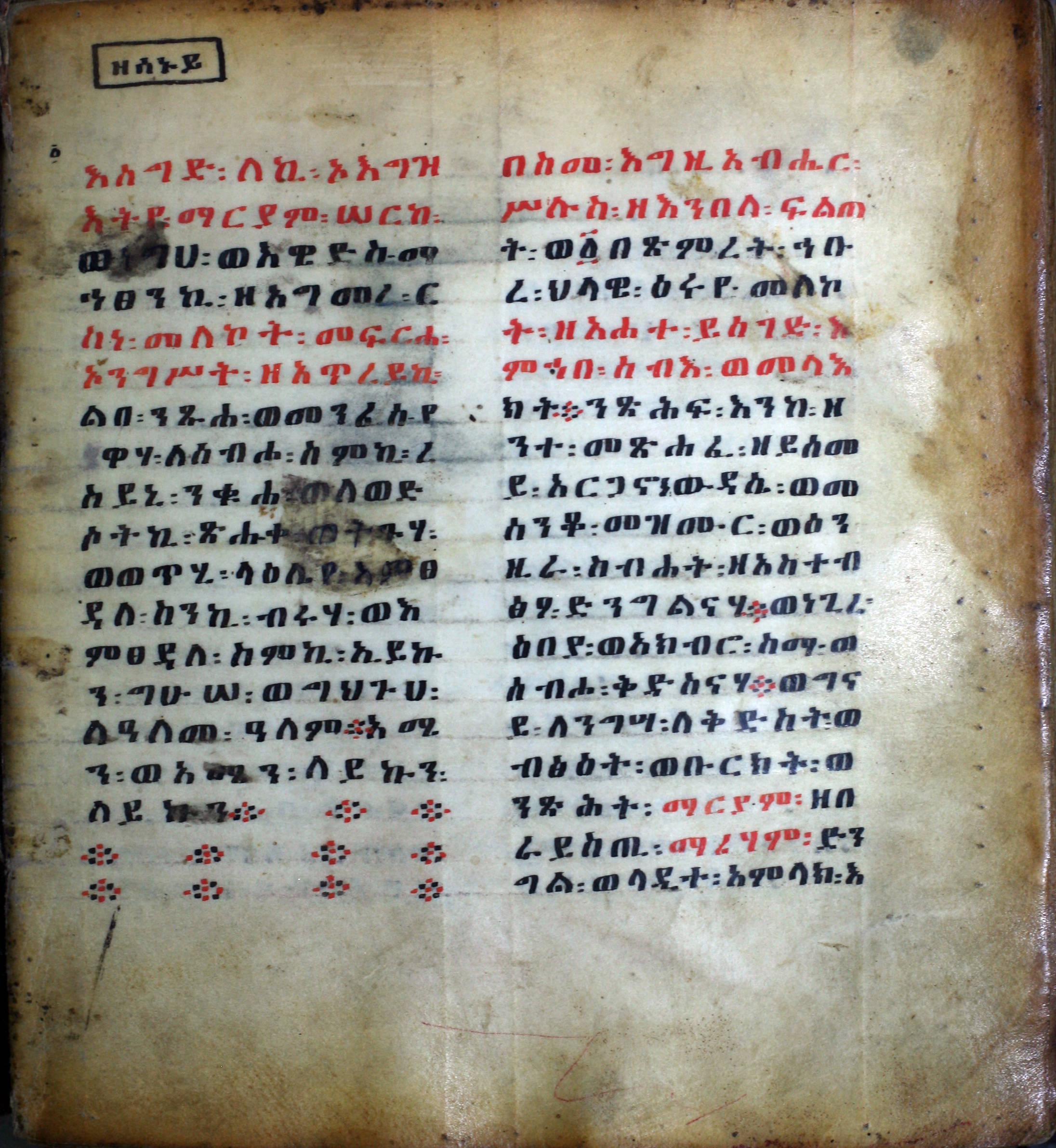
Libro di preghiere in Ge'ez (XV sec.)

Quasi tutti i testi di questo primo periodo "Axumita" hanno un contenuto religioso cristiano; molti consistono in traduzioni dal greco, dal siriaco, dal copto, e più tardi anche dall'arabo.
La traduzione della Bibbia cristiana, la cui prima stesura è attribuita dalla tradizione a San Frumenzio, venne in realtà intrapresa da monaci Siri conosciuti come i "Nove Santi", che erano arrivati in Etiopia nel V secolo per fuggire alle persecuzioni bizantine contro i monofisiti. La Bibbia etiopica contiene 81 libri: 46 dell'Antico Testamento e 35 del Nuovo Testamento. Alcuni di questi libri sono apocrifi per tutte le altre Chiese, come ad esempio:
- Ascensione di Isaia
- Libro dei Giubilei (Il testo completo è sopravvissuto soltanto in lingua ge'ez)
- Libro di Noè
- Apocalisse della Vergine
- Libro di Enoch (Il testo completo è sopravvissuto soltanto in lingua ge'ez)

Altri libri fanno parte dei deuterocanonici (o "apocrifi" secondo la tradizione protestante), per esempio:
- Libro di Esdra
- Libro di Neemia
- Libri dei Maccabei
- Libro di Tobia
- Libro di Baruc

Risale a questo periodo anche il Qerlos, una raccolta di scritti cristologici che iniziano con un trattato di San Cirillo (noto come Hamanot Rete'et o de Recta Fide). Queste opere costituiscono il fondamento teologico della chiesa etiopica. Un altro importante documento religioso è il Ser'ata Paknemis traduzione delle regole monastiche di Pacomio. Tra le opere non religiose tradotte in questo periodo è degno di nota il Physiologus, un trattato di storia naturale molto popolare anche in Europa.

### XIII e XIV secolo

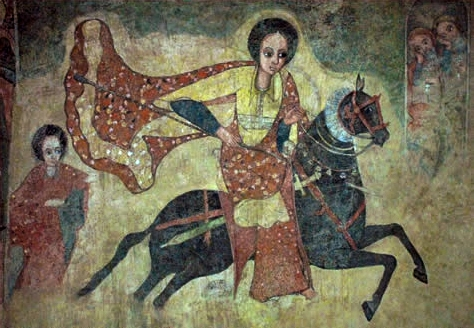
La regina di Saba in viaggio verso Gerusalemme, raffigurata in un affresco etiope

Dopo il declino degli "axumiti" seguì un lungo periodo buio; non è sopravvissuta nessuna opera databile dall'VIII al XII secolo. Soltanto con l'ascesa della dinastia salomonica, intorno al 1270, abbiamo la conferma di autori che abbiano dedicato la loro opera alla scrittura. Alcuni scrittori considerano il periodo iniziato nel XIV secolo come un'autentica Età dell'oro della letteratura Ge'ez, nonostante in quell'epoca il Ge'ez non fosse più una lingua viva. Anche se abbiamo un'ampia conferma che fosse già stato rimpiazzato dalla lingua amarica nel Sud e dalle lingue tigrina e tigré nel Nord, il Ge'ez rimase in uso come lingua scritta ufficiale fino al XIX secolo, in una condizione paragonabile a quella del latino medievale in Europa.
Tra le importanti agiografie di questo periodo abbiamo:
- Gadle Sama'etat, (Atti dei Martiri)
- Gadle Hawaryat, (Atti degli Apostoli)
- Senkessar o Synaksarium (Il libro dei Santi della Chiesa etiopica)
- Altri testi sulla vita di S. Antonio, S. Giorgio, S. Tekle Haymanot, S. Gabra Manfas Qeddus.

In quest'epoca fu tradotta in Ge'ez la Costituzione apostolica, che fornì un'altra serie di istruzioni e leggi per la Chiesa etiopica. Un'altra traduzione di questo periodo fu il Zena 'Ayhud; tradotto probabilmente da una traduzione araba della Sefer Josippon (Storia degli ebrei) di Joseph ben Gurion, scritta in ebraico nel X secolo, che copre il periodo dalla cattività alla cattura di Gerusalemme da parte di Tito.
A parte le opere teologiche, le appena precedenti Cronache reali d'Etiopia risalgono al regno di Amda Seyon I (1314-44). Con l'apparizione delle Canzoni di vittoria, questo periodo segna anche l'inizio della letteratura amarica.
Gloria dei Re (Chebra Neghest) del XIV secolo, scritto da Nebura'ed di Aksum è tra le opere più significative della letteratura etiopica; combina storia, allegoria e simbolismo in una riproposizione della storia della Regina di Saba, Re Salomone, e il loro figlio Menelik I d'Etiopia. Un'altra opera che cominciò a prendere forma in questo periodo è la Mashafa Aksum (Libro di Axum).

### XV e XVI secolo

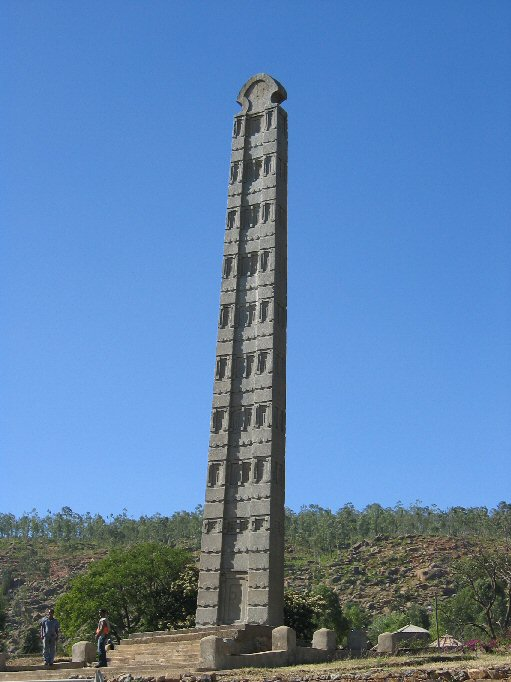
La terza stele di Axum.

Il Fekkare Iyasus (La spiegazione di Gesù) del primo XV secolo contiene una profezia di un re chiamato Tewodros, che acquisterà importanza nell'Etiopia del XIX secolo, quando Tewodros II appena salito al trono sceglierà questo nome.
La letteratura fiorirà soprattutto durante il regno dell'imperatore Zara Yaqob. Furono scritti dallo stesso imperatore Mats'hafe Berhan (Il libro della luce) e Mats'hafe Milad (Il libro della natività). In questo periodo furono scritte numerose omelie, in particolare Retu'a Haimanot (La vera ortodossia) attribuita a Giovanni Crisostomo. Un'altra eccellente opera religiosa fu il poema liturgico Arganona Weddase (Arpa di lode), detto anche Arganona Denghel Maryam (Arpa della Vergina Maria), scritto da Giorgio di Sagla.
Nel campo profano ebbe un'importanza monumentale la traduzione in Ge'ez delle Fetha Negest (Le leggi del re), si pensa avvenuta intorno al 1450 ed attribuita ad un certo Petros Abda Sayd. Questa in seguito funzionò come Legge suprema dell'Etiopia, finché non fu rimpiazzata da una Costituzione moderna nel 1931.
All'inizio del XVI secolo le invasioni islamiche fecero terminare la fioritura della letteratura etiopica. Una lettera di Abba 'Enbaqom (o Habakkuk) all'Imam Ahmad Ibn Ibrahim, intitolata Anqasa Amin (La porta della fede), che forniva i propri motivi per abbandonare l'Islam, sebbene fosse stata probabilmente scritta prima in arabo ed in seguito riscritta in Ge'ez in una versione ampliata intorno al 1532, è considerata un classico della tarda letteratura Ge'ez. Durante questo periodo gli scrittori etiopi iniziarono ad evidenziare le differenze tra la Chiesa etiopica e la Chiesa cattolica, in opere come le Confessioni dell'imperatore Gelawdewos,  Sawana Nafs (Il rifugio dell'anima), Fekkare Malakot (L'esposizione della testa di Dio) e Aymanote Abaw (La fede dei Padri). Intorno all'anno 1600 per la prima volta fu tradotto un buon numero di opere dall'arabo al Ge'ez, tra cui le Cronache di Giovanni di Nikiu e la Storia universale di Jirjis ibn al'Amid Abi'l-Wasir (noto anche come al-Makin).

## Bibliografia

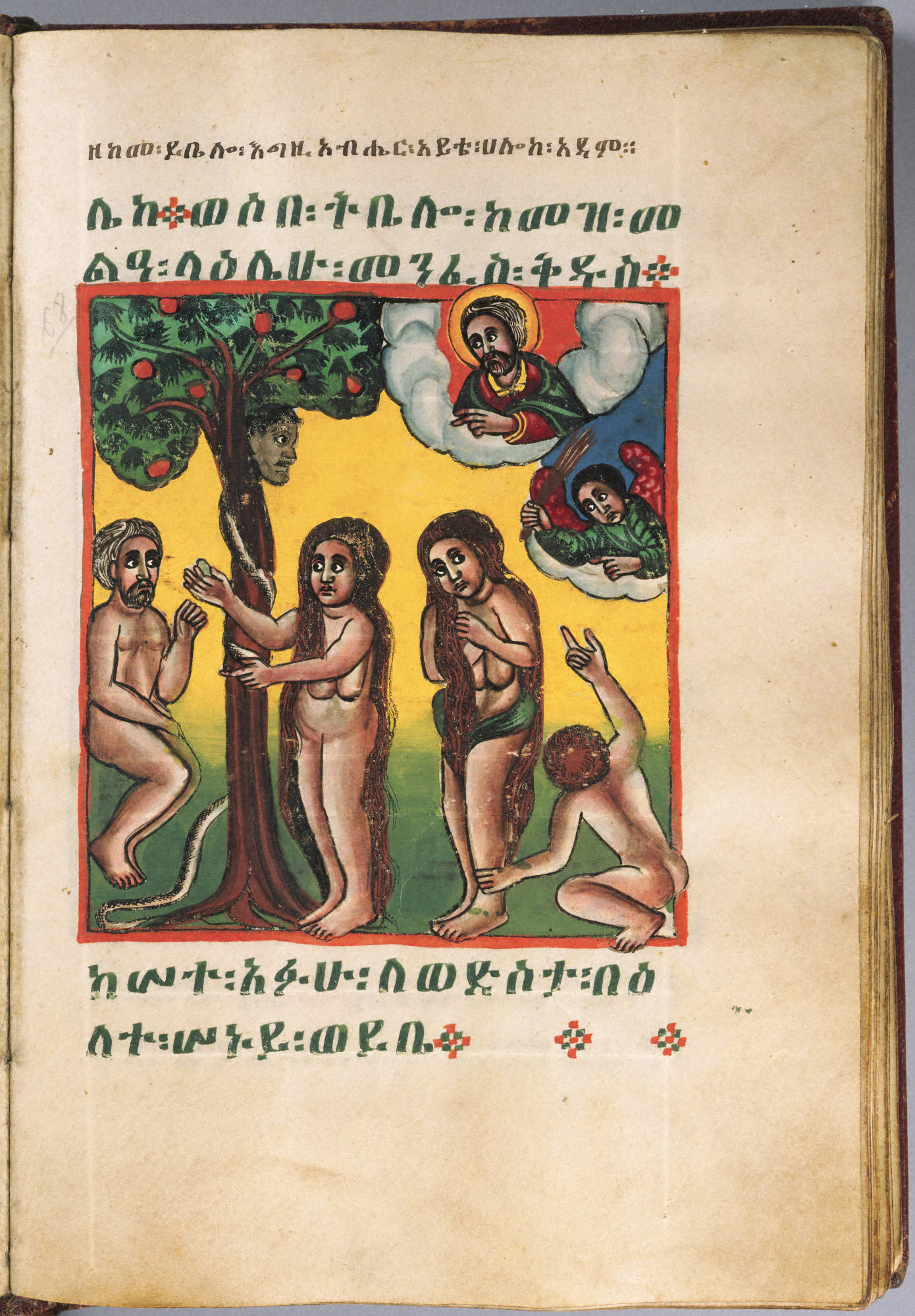
Manoscritto miniato, Etiopia, XVIII sec. (Princeton University Art Museum)